# Nairobi
Nairobi este capitala și în același timp cel mai mare oraș al Kenyei. Numele de Nairobi vine de la Ewaso Nyirobi din maasai, care înseamnă "ape răcoroase".  Nairobi mai este cunoscut și sub numele de alint de "Orașul verde în plin soare".  Orașul se găsește pe Râul Nairobi la o altitudine de 1661 m deasupra nivelului mării.
Nairobi a fost fondat de britanici în 1899 ca un simplu depou al căii ferate ce se construia între Mombasa și Uganda, dar a preluat funcția de oraș-capitală în 1907 de la Mombasa. Orașul a fost complet reconstruit la începutul secolului XX după o epidemie de ciumă și un incendiu care a devastat orașul original. După aceea, așezarea a continuat să crească, devenind capitala Protectoratului Est African Britanic și, după obținerea independenței țării, capitala noului stat independent Kenya în 1963.
În 2013, la Nairobi a avut loc un atac armat asupra  centrului comercial Westgate. Actul terorist a fost revendicat de extremiști islamiști afiliați organizației Al- Shabaab.
Nairobi este cel mai populat oraș din estul Africii, cu o estimată populație urbană de 3 până la 4 milioane de locuitori.  Conform recensământului din 1999, în zona administrativă a orașului Nairobi, 2.143.254 de locuitori erau rezidenți pe o suprafață de 684 km².   În 2002, Nairobi a fost pe locul 12 pe o lista de cele mai mari orașe ale Africii.
Nairobi este astăzi unul dintre cele mai importante orașe ale Africii din punct de vedere politic și financiar.  Loc de reședință a numeroase companii și organizații, Nairobi este considerat un important centru social al Africii și al Terrei, fapt confirmat și de The Globalization and World Cities Study Group and Network (GaWC).

## Personalități născute aici
- Roger Whittaker (n. 1936), muzician;
- Richard Dawkins (n. 1941), biolog evoluționist;
- Richard Leakey (1944 – 2022), paleoantropolog;
- Peter Hain (n. 1950), om politic în guvernul britanic;
- Kiran Shah (n. 1956), actor, cascador;
- Malik Obama (n. 1958), om politic, fratele lui Barack Obama;
- Catherine Ndereba (n. 1972), maratonistă;
- Wangechi Mutu (n. 1972), artist.